# Пакистано-южноафриканские отношения
Пакистано-южноафриканские отношения — двусторонние дипломатические отношения между Пакистаном и ЮАР.

## Обзор
В 1994 году между странами были установлены дипломатические отношения после отмены эмбарго, введенного против Южной Африки Содружеством наций. После отмены апартеида отношения между странами значительно улучшились, Южная Африка ежегодно экспортирует товаров на сумму 240 млн долларов США в Пакистан. Пакистан поставляет товаров в Южно-Африканскую Республику на сумму в 210 млн долларов США, основа экспорта: хлопчатобумажная пряжа, ткани, кожа, рис и текстиль.
В 2002 году Пакистан ввёл пошлины на ввоз в страну южноафриканского олова. Это были первые в истории Пакистана антидемпинговые меры.